# Bomolochus achirus
Bomolochus achirus är en kräftdjursart som beskrevs av Arthur Sperry Pearse 1952. Bomolochus achirus ingår i släktet Bomolochus och familjen Bomolochidae. Inga underarter finns listade i Catalogue of Life.